# بيتر أوبريان
بيتر أوبريان (بالإنجليزية: Peter O'Brien)‏ هو ممثل أسترالي، ولد في 25 مارس 1960 في أستراليا.

## أعمال

### أفلام
- (1996) مايكل كولنز[5]
- (2009)  وولفرين[6][7][8][9]

### مسلسلات
- فتاة النميمة

## وصلات خارجية
- بيتر أوبريان على موقع IMDb (الإنجليزية)
- بيتر أوبريان على موقع ألو سيني (الفرنسية)
- بيتر أوبريان على موقع أول موفي (الإنجليزية)
- بيتر أوبريان على موقع قاعدة بيانات الأفلام السويدية (السويدية)
- بيتر أوبريان على موقع إن إن دي بي (الإنجليزية)
- بيتر أوبريان على موقع قاعدة بيانات الفيلم (الإنجليزية)
- بيتر أوبريان على موقع كينوبويسك (الروسية)